# Montreal Light, Heat and Power

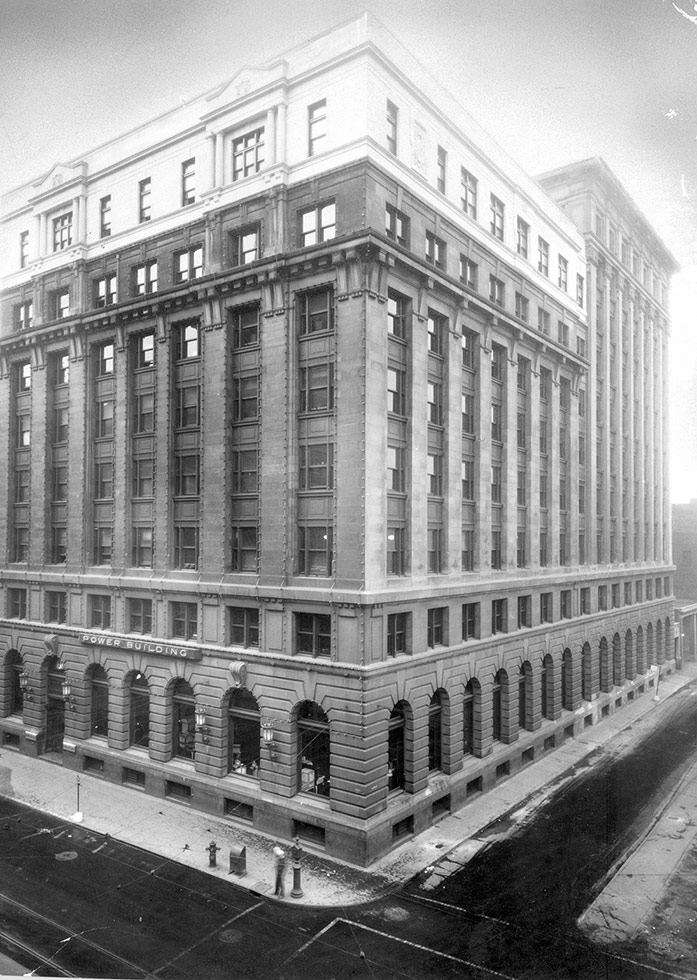
Le Power Building, siège social de la Montreal Light, Heat and Power, situé au coin des rues Craig (Saint-Antoine) et Saint-Urbain, vers 1930

La Montreal Light, Heat and Power Company (MLH&P) est une entreprise énergétique québécoise qui fut active dans le Grand Montréal de 1901 à 1944. La compagnie passe sous le contrôle de l'État lors de la nationalisation de l'électricité par le gouvernement du Québec en vertu de la loi créant la Commission hydroélectrique de Québec.

## Histoire

### Fusion des entreprises de gaz et d'électricité
Le milieu de l'énergie au Canada à la fin du XIXe siècle est constitué d'un nombre élevé de petites entreprises. Pour répondre aux besoins grandissants de consolidation liés à l'industrialisation, Rodolphe Forget (propriétaire de la Royal Electric Company) entame des négociations en 1900 avec Herbert Samuel Holt, propriétaire de la Montreal Gas Company.
Une des conditions de Holt à la fusion est qu'il devienne le président de la nouvelle entité. Ce projet de fusion, très audacieux pour l'époque, amena beaucoup de scepticisme au sein du milieu des affaires montréalais. Toutefois, la fusion se fit et, tel qu'entendu, Holt assume la présidence de la nouvelle entreprise et Rodolphe Forget la vice-présidence. 
La Montreal Light, Heat and Power Company (MLH&P) est donc constituée le 28 mars 1901 par la fusion de la compagnie montréalaise Royal Electric Company, de ses filiales (Montreal and St-Lawrence Light and Power Company et Chambly Manufacturing Company) et de la Montreal Gas Company. Les fondateurs de cette nouvelle compagnie sont: James Ross, Herbert Samuel Holt, Hugh Montagu Allan, Hector McKenzie, Louis-Joseph Forget, F. C. Henshaw, Rodolphe Forget, J. R. Wilson, George Caverhill, James Wilson, et Henri-Benjamin Rainville.
Bien que la fusion ait été réalisée en grande partie grâce aux actions de Rodolphe Forget, son oncle Louis-Joseph Forget joua un rôle essentiel dans cette opération en rassemblant les divers intérêts en question. Pendant la première décennie du XXe siècle, les Forget contrôlèrent la majorité des actions de cette société. Du point de vue financier, la fusion est dès le début une réussite. En vue de s’assurer la mainmise sur tout le secteur, l’entreprise commença à absorber d’autres compagnies qui distribuaient de l’hydroélectricité à Montréal.
La principale place d’affaires de la Compagnie est située à Montréal. Le siège social est construit en 1907 selon un dessin par Kenneth Guscotte Rea. 
Dès ses premières années d'existence, MLH&P fait preuve d'une vitalité qu'elle conserve jusqu'à son expropriation en 1944. Son histoire sera marquée par une suite continue d'achats, de construction et d'expansion.

### Les années 1930 et la nationalisation
Bien que parmi les plus florissantes entreprises de services au Canada, l'image de la Montreal Light, Heat and Power Company auprès du public fut controversée, notamment au sujet de la tarification et de la qualité de ses services. Les problèmes grandissants de l'entreprise coïncident avec le départ d’Herbert Holt en 1932. Les revendications de sa clientèle pendant la crise économique ne semblent pas avoir d'échos et la croissance demeure la priorité. Les pressions de la population et de certaines personnalités politiques amènent le gouvernement Taschereau à instituer la Commission d'enquête sur l'électricité (mieux connue sous le nom de Commission Lapointe). 
Depuis la mise en service de la centrale de Beauharnois en 1932, le Québec exporte une quantité appréciable d'électricité, qui passe d'abord par l'est de l'Ontario avant d'aboutir au complexe hydroélectrique de Niagara. Ces importations sont d'abord largement excédentaires en raison de la Grande Dépression mais deviennent rapidement insuffisantes avec le début de l'effort de guerre. HEPCO est placée devant un choix difficile.
L'option du Québec reste économique, parce que la construction d'une ligne électrique revient moins cher qu'une nouvelle centrale. En contrepartie, cette option tient pour acquis que le Québec dispose de surplus additionnels à vendre que le plafond de 250 000 HP (186 MW) fixé dans le contrat avec la Beauharnois Power, filiale de la MLH&P. En 1939, les représentations de la commission de l'Ontario rencontrent la compagnie pour discuter d'une augmentation importante des importations. Les Ontariens essuient un refus net, « en raison des autres engagements de la compagnie ». 
À la suite du décès d'Herbert Samuel Holt en 1941, le gouvernement d’Adélard Godbout entreprend les démarches politiques qui amèneront à la nationalisation de la Montreal Light, Heat and Power Company par le Gouvernement du Québec en 1944,.

## Chronologie

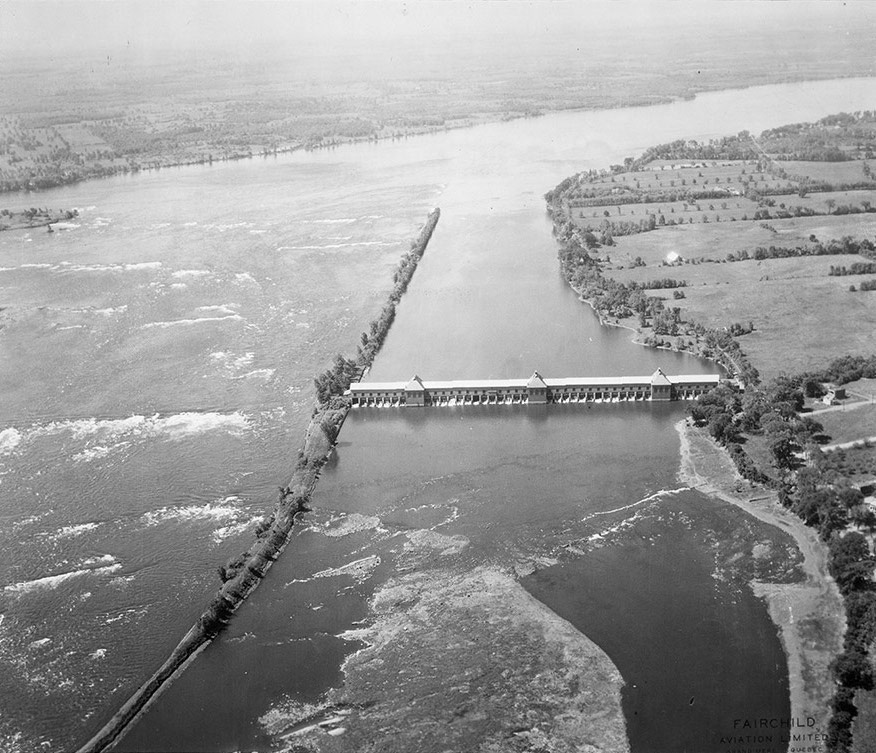
La centrale de Lachine, inaugurée en 1897.

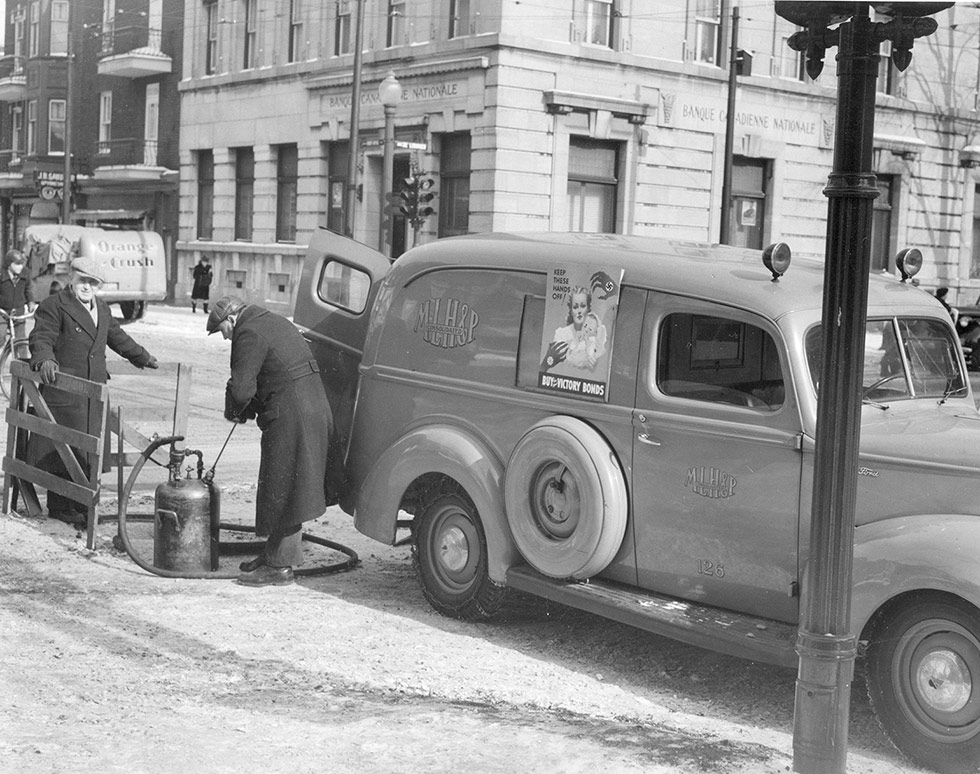
Employés de la Montreal Light, Heat and Power réparant une conduite de gaz en 1941.

Voici les principaux jalons de son histoire :
- 1901: Premier conseil d'administration constitué de Herbert Holt, président et de Rodolphe Forget, vice-président. Les autres membres du conseil d'administration sont Robert Mackay, C.R. Hosmer, Hugh Montagu Allan, H.B. Rainville, George Caverhill, J.E. Aldred, Narcisse Pérodeau. J. S. Norris est le directeur général et le secrétaire-trésorier.
- 1901: Achat de l'Imperial Electric Light Company (implantée dans le nord-est montréalais de l'époque)
- 1903: Achat de la Lachine Rapids Hydraulic and Land Company et  de ses filiales (la Citizens Light & Power Company, la Standard Light & Power Company et la Temple Electric Company)
- 1904: Achat de la Provincial Light, Heat and Power Company. L'entreprise s'empare par cette acquisition d'une vaste part du marché du gaz et de l'électricité dans la région de Montréal
- 1904 Elle acquiert les terrains et les droits d'ériger la centrale de Soulanges, dont la production viendra s'ajouter en 1908 à celles des centrales de Lachine (production débutée en 1897 par Lachine Rapids Hydraulic and Land Company) et de Chambly (production débutée en 1899 par Royal Electric Company) qu'elle possède déjà.
- 1909: Rodolphe Forget commence à se départir de ses actions de l'entreprise; en 1917, il quitte le conseil d'administration.
- 1910:  La Montreal Light, Heat and Power Company connaît un développement important lorsqu'elle s'associe financièrement avec Shawinigan Water and Power Company. Réalisée dans le but de permettre à chacune des deux entreprises de bénéficier des progrès de l'autre, cette association les conduit, en 1912, à mettre sur pied, conjointement avec Cedars Rapids Manufacturing and Power Company, le projet de construction de la centrale des Cèdres, dont l'exploitation débute en 1915.
- 1915: En cette période de guerre et dans un contexte où les ressources matérielles sont plus rares et plus chères, on reconstruit l’ensemble des réseaux de distribution des rues Sainte-Catherine et Bleury. C'est le début du réseau électrique souterrain (et la fin des nombreux poteaux électriques du centre-ville et du Vieux-Montréal). Toutefois, pour soutenir la cadence, la Montreal Light, Heat and Power Company devra majorer les tarifs.
- 1916: Fusion avec la Cedars Rapids Manufacturing and Power sous le nom de Civic Investment and Industrial Company. Cette dernière sera renommée Montreal Light, Heat and Power Consolidated en février 1918.
- 1924 :  En association avec la Shawinigan Water and Power Company, l'entreprise prend le contrôle de Quebec New-England Hydro-Electric Corporation (anciennement Montreal Public Service Corporation) et de ses nombreuses filiales (dont la  Montreal Tramways and Power Company), ajoutant ainsi à ses capacités de production la centrale de Saint-Timothée et s'appropriant le monopole de la vente et de la distribution d'électricité et de gaz aussi bien à Montréal que dans ses environs.
- 1928: L'entreprise entreprend l'aménagement d'une nouvelle centrale à Rivière-des-Prairies.
- 1932: Herbert Holt quitte la direction de l'entreprise et J.S. Norris prend la relève.
- 1933: contrôle de la Beauharnois Light, Heat and Power Company, qui vient de construire la Centrale de Beauharnois.